# Kroksjön (Kulltorps socken, Småland)
Kroksjön är en sjö i Gislaveds kommun i Småland och ingår i Nissans huvudavrinningsområde. Sjön är 12,3 meter djup, har en yta på 0,227 kvadratkilometer och är belägen 167 meter över havet. Sjön avvattnas av vattendraget Kroksjöbäcken. Vid provfiske har abborre, gädda och mört fångats i sjön.

## Delavrinningsområde
Kroksjön ingår i det delavrinningsområde (635236-137483) som SMHI kallar för Mynnar i Hären. Medelhöjden är 181 meter över havet och ytan är 8,27 kvadratkilometer. Det finns inga delavrinningsområden uppströms utan avrinningsområdet är högsta punkten. Kroksjöbäcken som avvattnar avrinningsområdet har biflödesordning 3, vilket innebär att vattnet flödar genom totalt 3 vattendrag innan det når havet efter 129 kilometer. Delavrinningsområdet består mestadels av skog (88 procent). Avrinningsområdet har 0,42 kvadratkilometer vattenytor vilket ger det en sjöprocent på 5,1 procent.